# Woroniecki

Wappen der Fürsten Woroniecki

Die Fürsten Korybut Woroniecki sind ein polnisches und ukrainisches Adelsgeschlecht.
Die Familie Korybut Woroniecki gehört dem polnischen Uradel an. Sie sind ein altes polnisch-ukrainisches Adelsgeschlecht, dessen Stammreihe mit Fürst Wasyl von Zbaraz im 15. Jahrhundert beginnt. Des Weiteren leiten sie ihre Abstammung vom litauischen Großfürsten Gediminas im 14. Jahrhundert ab. Die Familie Korybut Woroniecki zählte zum höheren polnischen Adel, der die Senatoren, Wojwoden, Palatine, Starosten, Kastellane und Minister des Landes stellte. Eine Bestätigung des fürstlichen Titels erfolgte 1821 im Königreich Polen sowie 1844 in St. Petersburg.

## Persönlichkeiten
- Adam Woroniecki (1799–1863), Gutsherr, General in der russischen Armee und Adelsmarschall des Kreises Lublin.
- Henryk Jeremi Fürst Korybut-Woroniecki (1891–1941), polnischer Generalkonsul im Abstimmungsgebiet Allenstein und Konsul in Königsberg Pr.
- Jacek Woroniecki (1878–1949), Dominikaner und Ordensgründer.
- Jeremi Woroniecki (1804–1877), Gutsherr, Schriftsteller und Gelehrter.
- Józef Woroniecki (etwa 1807–1885), österreichischer Offizier, Teilnehmer am Novemberaufstand in Polen 1830/31, in der ungarischen Armee während des Aufstandes von 1848/49, später Offizier in der türkischen Armee.
- Lucjan Woroniecki (1806–1875), Offizier im Novemberaufstand in Polen 1830/31 und Ordensträger des Virtuti Militari.
- Michał Woroniecki (1860–1928), Industrieller.
- Teresa Woroniecka (1927–1995), Sängerin.
- Wincenty Woroniecki (etwa 1780–1826), Kavallerie-Oberst des polnischen Herzogtums Warschau und Ordensträger des Virtuti Militari.